# 安德烈亚斯·特夫斯
安德烈亚斯·特夫斯（德語：Andreas Tews，1968年9月11日—），德国男子拳击运动员。他曾代表东德、德国参加1988年和1992年夏季奥林匹克运动会拳击比赛，获得一枚金牌和一枚银牌。